# الأرض الطيبة (رواية)
الأرض الطيبة رواية لبيرل باك صدرت سنة 1931 م وفازت بجائزة بوليتزر عن فئة الأعمال الخيالية لسنة 1932 م، واحتلت صدارة الروايات الأكثر مبيعًا في الولايات المتحدة الأمريكية سنتي 1931 و 1932 م، كما كانت سببًا رئيسيًا لنيل كاتبتها لجائزة نوبل في الأدب سنة 1938 م، وهي الجزء الأول من ثلاثية روائية شملت أيضًا روايتي الأبناء (1932) ومنزل منقسم (1935).

## الحبكة
تبدأ القصة يوم زفاف وانغ لونغ وتتتبع صعود ثروته وهبوطها. تعيش عائلة هوانغ وهي عائلة من ملاك الأراضي الأثرياء في بلدة قريبة حيث تعيش زوجة وانغ لونغ المستقبلية أو-لان عبدةً. إلا أن عائلة هوانغ تتدهور تدريجيًا بسبب تعاطي الأفيون والإنفاق المفرط والاقتراض غير المنضبط وعزوف الناس عن العمل.
بعد زواج وانغ لونغ وأو-لان عمل كلاهما بجد في مزرعتهما وادخرا تدريجيًا ما يكفي من المال لشراء قطعة أرض واحدة تلو الأخرى من عائلة هوانغ. أنجبت أو-لان ثلاثة أبناء وثلاث بنات أصبحت الابنة الأولى معاقة ذهنيًا نتيجة سوء تغذية حاد ناجم عن المجاعة. أشفق عليها والدها بشدة وأطلق عليها لقب "المسكينة الحمقاء" وهو لقب اعتادت مخاطبته به طوال حياتها. قتلت أو-لان ابنتها الثانية عند ولادتها لتجنيبها معاناة النشأة في مثل هذه الظروف الصعبة ولمنح بقية أفراد الأسرة فرصة أفضل للبقاء على قيد الحياة.
خلال المجاعة والجفاف المدمرين اضطرت العائلة للفرار إلى مدينة كبيرة في كيانغسو (جيانغسو) بحثًا عن عمل. عرض عم وانغ لونغ الحاقد شراء ممتلكاته وأرضه لكن بسعر أقل بكثير من قيمتها الحقيقية. باعت العائلة كل شيء باستثناء الأرض والمنزل. ثم واجه وانغ لونغ رحلة طويلة جنوبًا وهو يفكر في كيفية نجاة العائلة سيرًا على الأقدام عندما اكتشف أن "عربة الإطفاء" (وهي كلمة صينية تعني القطار الحديث البناء) تنقل الناس جنوبًا مقابل أجر.
في المدينة يتسوّل أو-لان والأطفال بينما يسحب وانغ لونغ عربة ريكشا. يتسول والد وانغ لونغ ولكنه لا يكسب أي أموال ويجلس ينظر إلى المدينة بدلاً من ذلك. يجدون أنفسهم غرباء بين مواطنيهم الأكثر حضرية الذين يبدون مختلفين ويتحدثون بلكنة سريعة. لم يعودوا يتضورون جوعًا بفضل وجبات العصيدة الخيرية التي تبلغ قيمتها سنتًا واحدًا لكنهم ما زالوا يعيشون في فقر مدقع. يتوق وانغ لونغ للعودة إلى أرضه. عندما تقترب الجيوش من المدينة لا يمكنه العمل إلا ليلًا في نقل البضائع خوفًا من التجنيد الإجباري. في إحدى المرات أحضر ابنه لحمًا مسروقًا إلى المنزل. غاضبًا ألقى وانغ لونغ اللحم على الأرض لا يريد أن يكبر أبناؤه كلصوص. ومع ذلك التقط أو-لان اللحم بهدوء وطهوه. عندما اندلعت أعمال شغب بسبب الطعام انجرف وانغ لونغ مع حشد ينهب منزل رجل ثري وحاصر الرجل نفسه الذي خاف على حياته وأعطى وانغ لونغ كل أمواله لضمان سلامته. عثرت أو-لان على مخبأ مجوهرات في مكان آخر بالمنزل فأخذته لنفسها.
استخدم وانغ لونغ هذا المال لإعادة العائلة إلى منزلها وشراء ثور جديد وأدوات زراعية وتوظيف خدم لفلاحة الأرض. مع مرور الوقت وُلد طفلان آخران ابن وبنت توأم. وعندما اكتشف الجواهر التي نهبها أو-لان اشترى وانغ لونغ ما تبقى من أرض عائلة هوانغ. ثم أرسل ابنيه الأولين إلى المدرسة ودرّب الثاني أيضًا على يد تاجر وأبقى الثالث على الأرض.
مع ازدياد رخاء وانغ لونغ اشترى محظية تُدعى لوتس. تحمّلت أو-لان خيانة زوجها عندما أخذ الجوهرتين الوحيدتين اللتين طلبت الاحتفاظ بهما لنفسها لؤلؤتين ليصنع منهما أقراطًا ليهديها إلى لوتس. تدهورت صحة أو-لان ومعنوياتها وتوفيت في النهاية بعد أن شهدت زفاف ابنها البكر. يُقدّر وانغ لونغ أخيرًا مكانتها في حياته وهو ينعى وفاتها.
ينتقل وانغ لونغ وعائلته إلى المدينة ويستأجرون منزل هوانغ القديم. وقد أصبح رجلاً عجوزاً ويرغب في السلام مع عائلته لكنه ينزعج من الخلافات المستمرة وخاصة بين ابنيه الأول والثاني وزوجتيهما. يهرب ابن وانغ لونغ الثالث ليصبح جندياً. في نهاية الرواية يسمع وانغ لونغ أبناءه يخططون لبيع الأرض فيحاول ثنيهم عن ذلك. يقولون إنهم سيفعلون ما يشاء لكنهم يبتسمون لبعضهم البعض ببراءة.

## الشخصيات
- وانغ لونغ - مزارع فقير مجتهد ولد ونشأ في قرية صغيرة من أنهوي (مكتوبة على أنها أنهوي في بينيين) هو بطل القصة ويعاني من المصاعب أثناء تجميعه للثروة وعلامات النجاح الخارجية. لديه حس أخلاقي قوي ويلتزم بالتقاليد الصينية مثل التقوى الأبوية والواجب تجاه الأسرة. يعتقد أن الأرض هي مصدر سعادته وثروته. بحلول نهاية حياته أصبح رجلاً ناجحًا للغاية ويمتلك قطعة أرض كبيرة يشتريها من بيت هوانغ. مع تغير نمط حياته بدأ في الانغماس في الملذات التي يمكن أن يشتريها بثروته اشترى محظية اسمها لوتس. في بينيين يُكتب اسم وانغ "وانغ لونغ".[5] من المرجح أن يكون وانغ هو اللقب الشائع "وانغ" الذي يمثله الحرف 王.
- أو-لان - الزوجة الأولى كانت جارية في بيت هوانغ. امرأة قليلة الكلام غير متعلمة لكنها مع ذلك تُعتبر قيّمة لدى وانغ لونغ لمهاراتها وحسها السليم وأخلاقيات عملها التي لا تلين. تُعتبر إما عادية أو قبيحة قدميها مفتوحتان. يذكر وانغ لونغ أحيانًا شفتيها الواسعتين. ومع ذلك فهي مجتهدة ومضحية. في نهاية الرواية تُتوفى أو-لان بسبب فشل أعضائها. عندما ترقد على فراش الموت يُوليها وانغ لونغ كل اهتمامه ويشتري نعشها قبل وفاتها بفترة وجيزة.
- والد وانغ لونغ - رجلٌ مُسنّ بخيل يبدو أنه لا يريد سوى الشاي والطعام وأحفاده. يتمنى أن يكون لديه أحفادٌ يُعزّونه في شيخوخته ويصبح في أمسّ الحاجة إليهم وخرْفًا مع تطوّر أحداث الرواية. لديه أخلاقٌ قويةٌ ومتقادمة.

### أبناء وانغ لونغ وأو-لان
- نونغ إن (الابن الأكبر) - فتى طويل القامة ووسيم يفخر به وانغ لونغ كثيرًا. نشأ طالبًا جامعيًا ثم مر بمرحلة تمرد قبل أن يرسله وانغ لونغ جنوبًا لمدة ثلاث سنوات لإكمال تعليمه. كبر ليصبح رجلًا ضخمًا ووسيمًا وتزوج ابنة تاجر الحبوب المحلي ليو. ومع تعاظم مكانة والده يزداد شغف نونغ إن بالثروة ويرغب في عيش حياة رغدة وثرية. وهو أيضًا الشخصية الرئيسية في الفيلم.
- نونغ ون (الابن الأوسط) - ابن وانغ لونغ الذكي. يتمتع بذكاء تجاري لكنه يخالف أخلاقيات والده التقليدية. يُوصف بأنه ماكر نحيف وحكيم في التعامل مع المال وهو أكثر اقتصادًا من ابن وانغ لونغ الأكبر. أصبح تاجرًا وتزوج فتاة قروية لاعتقاده أن نساء البلدة مغرورات جدًا.
- المسكينة الحمقاء - الابنة الأولى والطفلة الثالثة لأو-لان ووانغ لونغ التي يُحتمل أن يكون سبب إعاقتها العقلية هو الجوع الشديد الذي عانت منه في طفولتها. مع مرور السنين ازداد وانغ لونغ تعلقًا بها. كانت تقضي معظم وقتها في الشمس وتلف قطعة قماش. عند وفاة وانغ لونغ تولت محظيته بير بلوسوم (انظر أدناه) رعايتها.
- الطفلة الثانية – قُتلت مباشرة بعد الولادة.
- الابنة الثالثة - توأم الابن الأصغر. وُصفت بأنها طفلة جميلة ذات وجه بلون زهرة اللوز وشفتين حمراوين رقيقتين. خلال القصة كانت قدميها مقيدتين. كانت مخطوبة لابن تاجر (من عائلة زوجة أخيها) في التاسعة من عمرها وانتقلت إلى منزلهم في الثالثة عشرة بسبب مضايقات ابن عم وانغ لونغ.
- الابن الأصغر - يُكلَّف برعاية الحقول بينما يذهب الابنان الأوسط والأكبر إلى المدرسة. يكبر ليصبح شخصًا مستقلًا ويهرب ليصبح جنديًا رغمًا عن والده.
- زوجة الابن الأكبر - ابنة تاجر حبوب وامرأة من المدينة تكره زوجة الابن الأوسط لاعتبارها من طبقة أدنى. أُحضرت إلى المنزل قبل وفاة أو-لان واعتبرتها المرأة المحتضرة صالحةً ومناسبةً. طفلها الأول ذكر.
- زوجة الابن الأوسط - امرأة من القرية. تكره زوجة الابن الأكبر لتكبّرها وفظاظتها. طفلتها الأولى فتاة.

### محظيات وخادمات وانغ لونغ
- زهرة اللوتس - محظية مدللة وعاهرة سابقة. كبيرة في السن سمينة وفقدت جمالها بسبب التبغ والأطعمة المُسِمنة. ساعدت في ترتيب زواج الابن الأكبر والابنة الصغرى. أحبها وانغ لونغ.
- كوكو - كانت خادمةً في منزل هوانغ. أصبحت سيدة "بيت الشاي" ثم أصبحت خادمةً للوتس. كرهتها أو-لان لقسوتها عليها في منزل هوانغ.
- زهرة الكمثرى - اشترتها لوتس وهي صغيرة فأصبحت جاريةً لها. في نهاية الرواية أصبحت محظية وانغ لونغ إذ تقول إنها تُفضّل تفاني الشيوخ الهادئ على شغف الشباب المُشتعل.
- تشينغ - صديق وجار وانغ لونغ الوفي. تقاسم بعض حبات الفاصوليا مع وانغ لونغ خلال المجاعة لإنقاذ حياة أو-لان. بعد أن أودت المجاعة بحياة زوجة تشينغ وأجبرته على التخلي عن ابنته باع تشينغ أرضه لوانغ لونغ وعمل لديه مشرفًا على العمال. توفي في حادث في الحقل لأنه كان يُعلّم أحد زملائه المزارعين كيفية درس الحبوب. دفنه وانغ لونغ أمام مدخل مقبرة العائلة مباشرةً وأمر بوضع قبره داخل محيط المقبرة ولكن بالقرب من تشينغ قدر الإمكان.

### خط العائلة الممتدة
- عم وانغ لونغ - رجلٌ ماكرٌ وكسول وهو سرًّا أحد زعماء عصابة لصوص تُعرف باسم "ذوي اللحى الحمراء". تسبب في مشاكل لوانغ لونغ وأفراد أسرته لسنوات طويلة إلى أن زوده وانغ لونغ في النهاية بما يكفي من الأفيون لإبقائه في حالة ذهولٍ لا ضرر منها لبقية حياته. يُوصف بأنه نحيفٌ وهزيلٌ وشديدُ الدفاع عن النفس. يستغل التقاليد التي تُلزم الأجيال الشابة برعاية كبار السن لكنه يتجاهل تمامًا أي التزامٍ أخلاقيٍّ مُلزمٍ به.
- زوجة عمي - تُصبح صديقةً للوتس وتُدمن الأفيون أيضًا. سمينةٌ جدًا وجشعةٌ وكسولة.
- ابن العم - متهور وكسول يُوقع نونغ إن في المشاكل ثم يتركه ليصبح جنديًا. قليل الاحترام ويزور العديد من المحظيات. يُمكن وصفه بالمفترس الجنسي.

## النفوذ السياسي
رأى بعض الباحثين أن كتاب "الأرض الطيبة" قد أثار تعاطفًا مع الصين في الحرب الوشيكة مع اليابان. قال أحدهم : "لو لم تستحوذ الصين على اهتمام الأمريكيين لكان من الممكن وضع سياسة أكثر إرضاءً تجاه الشرق الأقصى". لكن أعمالًا مثل " الأرض الطيبة " و"المشبعة بتعاطف مفهوم مع معاناة الصينيين لم تُقدم الكثير لإعلام الأمريكيين بخياراتهم المحدودة في آسيا". إلا أن المؤرخ الدبلوماسي والتر لافيبر مع أن موافقته على أن الأمريكيين قد أُعجبوا بالصينيين الأبطال الذين صوّرهم كُتّاب مثل باك خلص إلى أن "هذه الآراء حول الصين لم تُشكل السياسة الأمريكية بعد عام 1937. لو كانت كذلك لكان الأمريكيون قد خاضوا حربًا في آسيا قبل عام 1941 بوقت طويل".
أشاد أندرو جيه ناثان عالم السياسة بجامعة كولومبيا بكتاب هيلاري سبيرلينج " بيرل باك في الصين : رحلة إلى الأرض الطيبة" قائلاً إنه سيشجع القراء على إعادة اكتشاف أعمال باك كمصدر رؤى ثاقبة حول الصين الثورية وتفاعلات الولايات المتحدة معها. وتشير سبيرلينج إلى أن باك كانت ابنة مبشرين أمريكيين وتدافع عن الكتاب ضد اتهامات بأنه مجرد مجموعة من الصور النمطية العنصرية. وترى أن باك تتعمق في حياة الفقراء الصينيين وتعارض "الأصولية الدينية والتحيز العنصري والقمع الجندري والقمع الجنسي والتمييز ضد ذوي الإعاقة".

## مخطوطة مشائية
كتبت باك الرواية في نانجينغ حيث كانت تقضي الصباح في علية منزلها الجامعي لإكمال المخطوطة في عام واحد (ق. 1929). في عام ١٩٥٢ عُرضت المخطوطة المطبوعة وعدة أوراق أخرى تخص باك في متحف الأكاديمية الأمريكية للفنون والآداب في نيويورك. اختفت بعد انتهاء المعرض ويُقال إن باك كتبت في مذكراتها (١٩٦٦) : "يا للعجب! لا أستطيع تذكر ما فعلته بتلك المخطوطة." بعد وفاة باك عام ١٩٧٣ أبلغ ورثتها عن سرقتها. وعُثر عليها أخيرًا في دار فريمان للمزادات والتقدير في فيلادلفيا حوالي عام ٢٠٠٧ حيث أُحضرت للتبرع. أُبلغ مكتب التحقيقات الفيدرالي (أف بي أي) وسلمها المرسل.

## قراءة إضافية
- Campbell، W. John (2002). The Book of Great Books: A Guide to 100 World Classics. Barnes & Noble Publishing. ص. 284–294. ISBN:978-0-7607-1061-6. Restricted online copy في كتب جوجل
- Hayford، Charles (1998). "What's So Bad About The Good Earth?". Education About Asia. ج. 3 ع. 3. مؤرشف من الأصل في 2025-03-04.
- Spurling، Hilary (2010). Burying the Bones: Pearl Buck in China. London: Profile. ISBN:978-1-86197-828-8. OCLC:1001576564. Published in the United States as Spurling، Hilary (2010). Pearl Buck in China: Journey to the Good Earth. New York: Simon & Schuster. ISBN:978-1-4165-4043-4. OCLC:1011612294.
- Roan، Jeanette (2010). "Knowing China: Accuracy, Authenticity and The Good Earth". Envisioning Asia: On Location, Travel, and the Cinematic Geography of U.S. Orientalism. آن آربر: دار نشر جامعة ميشيغان  [لغات أخرى]‏. ص. 113–55. ISBN:978-0-472-05083-3. OCLC:671655107. Project MUSE copy.{{استشهاد بكتاب}}:  صيانة الاستشهاد: علامات ترقيم زائدة (link)

## روابط خارجية
- الأرض الطيبة على موقع الموسوعة البريطانية (الإنجليزية)